# N’Dahonta
N’Dahonta ist ein Arrondissement im Département Atakora in Benin. Es ist eine Verwaltungseinheit, die der Gerichtsbarkeit der Kommune Tanguiéta untersteht. Gemäß der Volkszählung von 2013 hatte N’Dahonta 11.383 Einwohner, davon waren 5595 männlich und 5788 weiblich.